# Erbach (Rin-Hunsruck)
Erbach es un municipio situado en el distrito de Rin-Hunsrück, en el estado federado de Renania-Palatinado (Alemania). Tiene una población estimada, a mediados de 2023, de 280 habitantes.